# Константин III
Константин III (с рождено име – на латински: Heraclius Novus Constantinus, на гръцки: Ηράκλειος (νέος) Κωνσταντίνος; † 641 г.) е византийски император царувал в периода февруари – май 641 г.

## Произход и брак
Константин III е най-възрастният син на Ираклий и първата му съпруга Фабия-Евдокия. Рожденото му име е Heraclius Novus Constantinus, което е и официалното име, под което той се възкачва на престола. Името Константин е дадено по-късно във византийските текстове, като съкратена форма на пълното име на императора и е прието да се използва в съвременната историография.
Константин е коронован за съимператор от баща си на 22 януари 613 и малко след като е сгоден за братовчедка си, Грегория, дъщеря на първия братовчед на баща му, Никита. Тъй като двамата са втори братовчеди, бракът е технически кръвосмешение, но това, че Грегория е част от семейството явно е надделяло.
Константин и Грегория се женят през 629 или 630 и същата година се ражда първородният им син Констант II. Второто им дете също е мъжко Теодосий. Имат и дъщеря Manyanh, която по-късно се омъжва за сасанидския император Йаздгерд III.

## Управление
Константин става пълновластен император след смъртта на баща му, през 641 година. Управлява заедно с доведения си брат Ираклеон, син на Мартина (втората съпруга на Ираклий). Поддръжниците му и личния му ковчежник Филагрий, се опасяват от атентат срещу него от страна на Мартина и Ираклеон и го съветват да информира армията, че умира и да помоли за помощ за защитаването на правата на наследниците му. Също така изпраща голяма сума пари, повече от 2 милиона солиди (златни монети), на Валентин Аршакуни (на латински: Valentinus Aršakuni), адютант на Филагрий, които да ги раздаде на войниците, за да ги убеди да подсигурят възкачването на престола на неговите наследници след смъртта му. Наистина, той умира от туберкулоза само след 4 месеца и Ираклеон остава пълновластен император. Слухът, че по заповед на Мартина е бил държан в затвора, довежда до ръкополагането на Констант II като съимператор, а след това до детронирането и изгонването на Мартина и синовете ѝ.